# Жіночі мрії
«Жіночі мрії» (Жіночі сни, швед. Kvinnodröm) — художній фільм шведського кінорежисера Інгмара Бергмана 1955 року.

## Зміст
Один день з життя двох абсолютно несхожих жінок. Одна з них, ще зовсім дитина, занадто легковажна і ласа до матеріальних цінностей, що зводить її із старим, страждаючим від нереалізованої батьківської любові. Інша — навпаки — настільки поглинена своїм почуттям до одруженого чоловіка, що готова кинути заради нього все. Однак обидві врешті-решт розуміють дещо важливе для себе: перша починає цінувати любов свого молодого чоловіка, друга ж усвідомлює, що є багато інших речей, які можуть дати імпульс до життя.

## Ролі
| Актор               | Роль                |
| ------------------- | ------------------- |
| Єва Дальбек         | Сюзанна             |
| Гаррієт Андерссон   | Доріс               |
| Гуннар Бьернстранд  | Отто Сендербю       |
| Ульф Пальме         | пан Хенрік Лобеліус |
| Інга Ландгрен       | пані Лобеліус       |
| Свен Ліндберг       | Палле               |
| Бенкт-Оке Бенктссон | пан Магнус          |
| Керстін Хедебю      | Маріанна            |

## Технічні дані
- Виробництво: Сандревпродакшн.
- Художній фільм, чорно-білий.
- Перший показ у кінотеатрі: 22.08.1955.

## Знімальна група
- Режисер — Інгмар Бергман
- Сценарист — Інгмар Бергман
- Продюсер — Руне Вальдекранц
- Композитор — Стюарт Герлинг